# La Banque des mots
La Banque des mots est une revue de terminologie. C'est un outil de travail pour les traducteurs et ceux qui s'intéressent à l'évolution de la langue française dans le monde.
Revue présente dans les signets de la BNF et indexée dans la base Francis (depuis 1983)

## Histoire
Créée en 1971 par Alain Guillermou, fondateur des Biennales de la langue française, la Banque des mots est entrée en 2010 dans sa quarantaine année. Le Conseil international de la langue française assume depuis 1975 la totalité de sa gestion.

## Contenu
De parution semestrielle, la Banque des mots s'est fait une spécialité de publier des vocabulaires scientifiques et techniques. Plus de 120 vocabulaires ont ainsi trouvé place dans ses colonnes en quarante années d'existence. Cependant, la revue a aussi accueilli d'autres rubriques en particulier les arrêtés de terminologie consécutifs à la circulaire Chaban-Delmas de 1970 et dont le premier train a été publié au Journal officiel du 18 janvier 1973.
Une rubrique Néologie a également nourri pendant de nombreuses années la publication et de très nombreux articles touchant aux problématiques de la terminologie y ont trouvé place conçue dans un langage accessible au grand public. La Banque des mots a été amenée à consigner les résultats des travaux et des efforts du Conseil international de la langue française en matière d'orthographe et elle a, dans ce domaine, joué un rôle de précurseur.

## Caractéristiques
- Revue semestrielle
- Format : 19 X 19 - 120 pages.
- Abonnement annuel
- Édition CILF : 11 rue de Navarin 75009 Paris
- Les anciens numéros sont disponibles à l'unité